# Spilosoma shakojiana
Spilosoma shakojiana là một loài bướm đêm thuộc phân họ Arctiinae, họ Erebidae.